# Albumy numer jeden w roku 1977 (USA)
Lista najlepiej sprzedających się albumów w Stanach Zjednoczonych w 1977 tworzona przez magazyn Billboard na podstawie Billboard 200.

## Historia notowania
| Data publikacji | Album                    | Artysta                            |
| --------------- | ------------------------ | ---------------------------------- |
| 1 stycznia      | Songs in the Key of Life | Stevie Wonder                      |
| 8 stycznia      | Songs in the Key of Life | Stevie Wonder                      |
| 15 stycznia     | Hotel California         | Eagles                             |
| 22 stycznia     | Wings over America       | Wings                              |
| 29 stycznia     | Songs in the Key of Life | Stevie Wonder                      |
| 5 lutego        | Hotel California         | Eagles                             |
| 12 lutego       | A Star Is Born           | Barbra Streisand/ścieżka dźwiękowa |
| 19 lutego       | A Star Is Born           | Barbra Streisand/ścieżka dźwiękowa |
| 26 lutego       | A Star Is Born           | Barbra Streisand/ścieżka dźwiękowa |
| 5 marca         | A Star Is Born           | Barbra Streisand/ścieżka dźwiękowa |
| 12 marca        | A Star Is Born           | Barbra Streisand/ścieżka dźwiękowa |
| 19 marca        | A Star Is Born           | Barbra Streisand/ścieżka dźwiękowa |
| 26 marca        | Hotel California         | Eagles                             |
| 2 kwietnia      | Rumours                  | Fleetwood Mac                      |
| 9 kwietnia      | Rumours                  | Fleetwood Mac                      |
| 16 kwietnia     | Hotel California         | Eagles                             |
| 23 kwietnia     | Hotel California         | Eagles                             |
| 30 kwietnia     | Hotel California         | Eagles                             |
| 7 maja          | Hotel California         | Eagles                             |
| 14 maja         | Hotel California         | Eagles                             |
| 21 maja         | Rumours                  | Fleetwood Mac                      |
| 28 maja         | Rumours                  | Fleetwood Mac                      |
| 4 czerwca       | Rumours                  | Fleetwood Mac                      |
| 11 czerwca      | Rumours                  | Fleetwood Mac                      |
| 18 czerwca      | Rumours                  | Fleetwood Mac                      |
| 25 czerwca      | Rumours                  | Fleetwood Mac                      |
| 2 lipca         | Rumours                  | Fleetwood Mac                      |
| 9 lipca         | Rumours                  | Fleetwood Mac                      |
| 16 lipca        | Barry Manilow Live       | Barry Manilow                      |
| 23 lipca        | Rumours                  | Fleetwood Mac                      |
| 30 lipca        | Rumours                  | Fleetwood Mac                      |
| 6 sierpnia      | Rumours                  | Fleetwood Mac                      |
| 13 sierpnia     | Rumours                  | Fleetwood Mac                      |
| 20 sierpnia     | Rumours                  | Fleetwood Mac                      |
| 27 sierpnia     | Rumours                  | Fleetwood Mac                      |
| 3 września      | Rumours                  | Fleetwood Mac                      |
| 10 września     | Rumours                  | Fleetwood Mac                      |
| 17 września     | Rumours                  | Fleetwood Mac                      |
| 24 września     | Rumours                  | Fleetwood Mac                      |
| 1 października  | Rumours                  | Fleetwood Mac                      |
| 8 października  | Rumours                  | Fleetwood Mac                      |
| 15 października | Rumours                  | Fleetwood Mac                      |
| 22 października | Rumours                  | Fleetwood Mac                      |
| 29 października | Rumours                  | Fleetwood Mac                      |
| 5 listopada     | Rumours                  | Fleetwood Mac                      |
| 12 listopada    | Rumours                  | Fleetwood Mac                      |
| 19 listopada    | Rumours                  | Fleetwood Mac                      |
| 26 listopada    | Rumours                  | Fleetwood Mac                      |
| 3 grudnia       | Simple Dreams            | Linda Ronstadt                     |
| 10 grudnia      | Simple Dreams            | Linda Ronstadt                     |
| 17 grudnia      | Simple Dreams            | Linda Ronstadt                     |
| 24 grudnia      | Simple Dreams            | Linda Ronstadt                     |
| 31 grudnia      | Simple Dreams            | Linda Ronstadt                     |